# モステュエジュル
モステュエジュル （Mostuéjouls）は、フランス、オクシタニー地域圏、アヴェロン県のコミューン。

## 歴史
コース・ド・ソヴテール高原の絶壁の下に隠れた、モステュエジュルの位置には、新石器時代から人が定住している。

## 人口統計
2016年時点のコミューン人口は314人で、2011年時点の人口より8.28%増加した。
| 1962年 | 1968年 | 1975年 | 1982年 | 1990年 | 1999年 | 2009年 | 2016年 |
| ------ | ------ | ------ | ------ | ------ | ------ | ------ | ------ |
| 318    | 260    | 217    | 232    | 249    | 264    | 287    | 314    |

参照元:1962年から1999年までは複数コミューンに住所登録をする者の重複分を除いたもの。それ以降は当該コミューンの人口統計によるもの。1999年までEHESS/Cassini、2006年以降INSEE

## 史跡
- モステュエジュル城 - 11世紀から17世紀。歴史的記念物[5]
- ノートル・ダム・デ・シャン教会 - 9世紀。ロマネスク建築。歴史的記念物[6]
- リオクー集落 - 狭い通りと石畳の舗装が特徴。ロマネスク建築のサン・ソヴール教会（歴史的記念物指定）[7]がある。

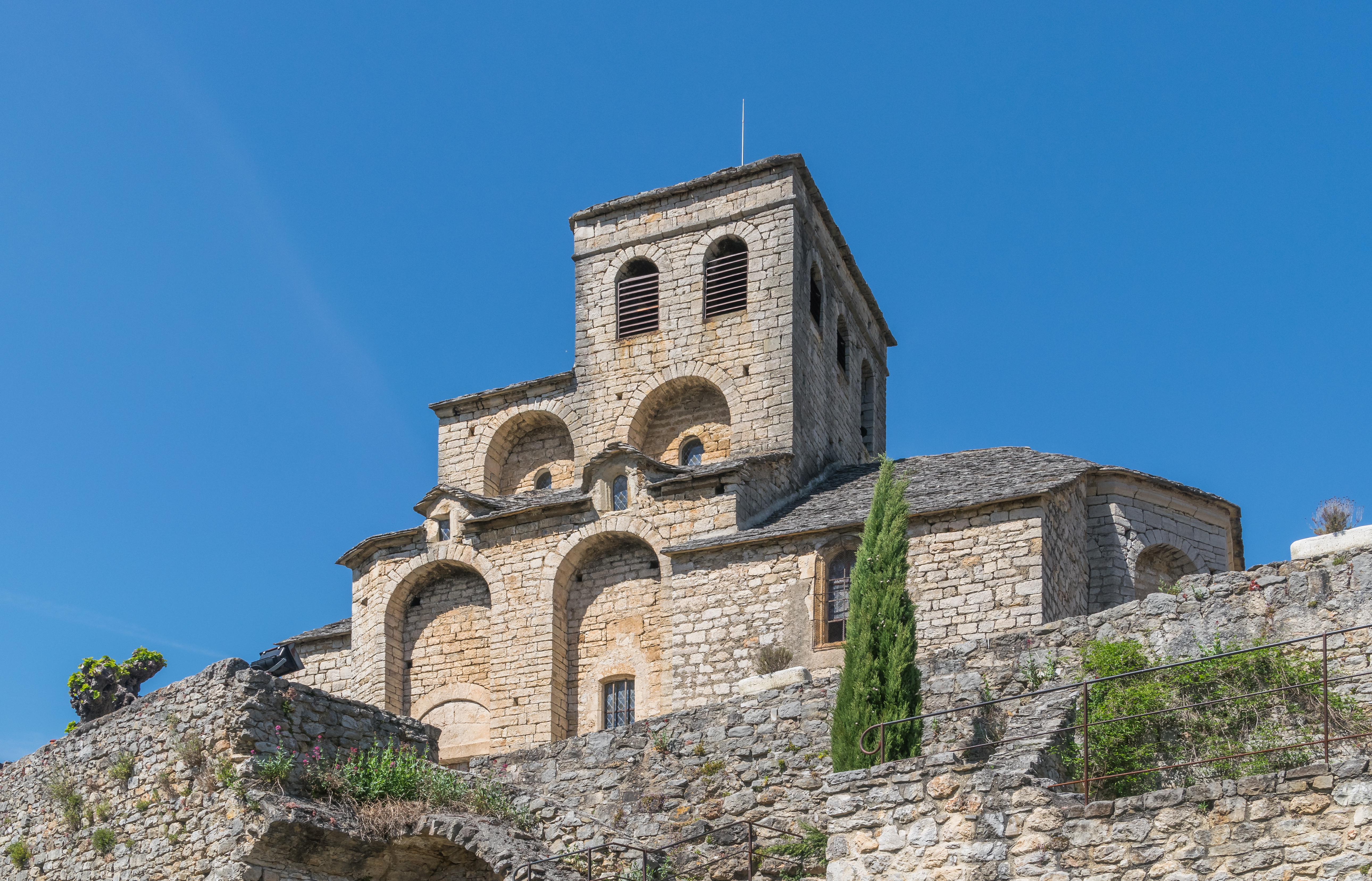
サン・ソヴール教会
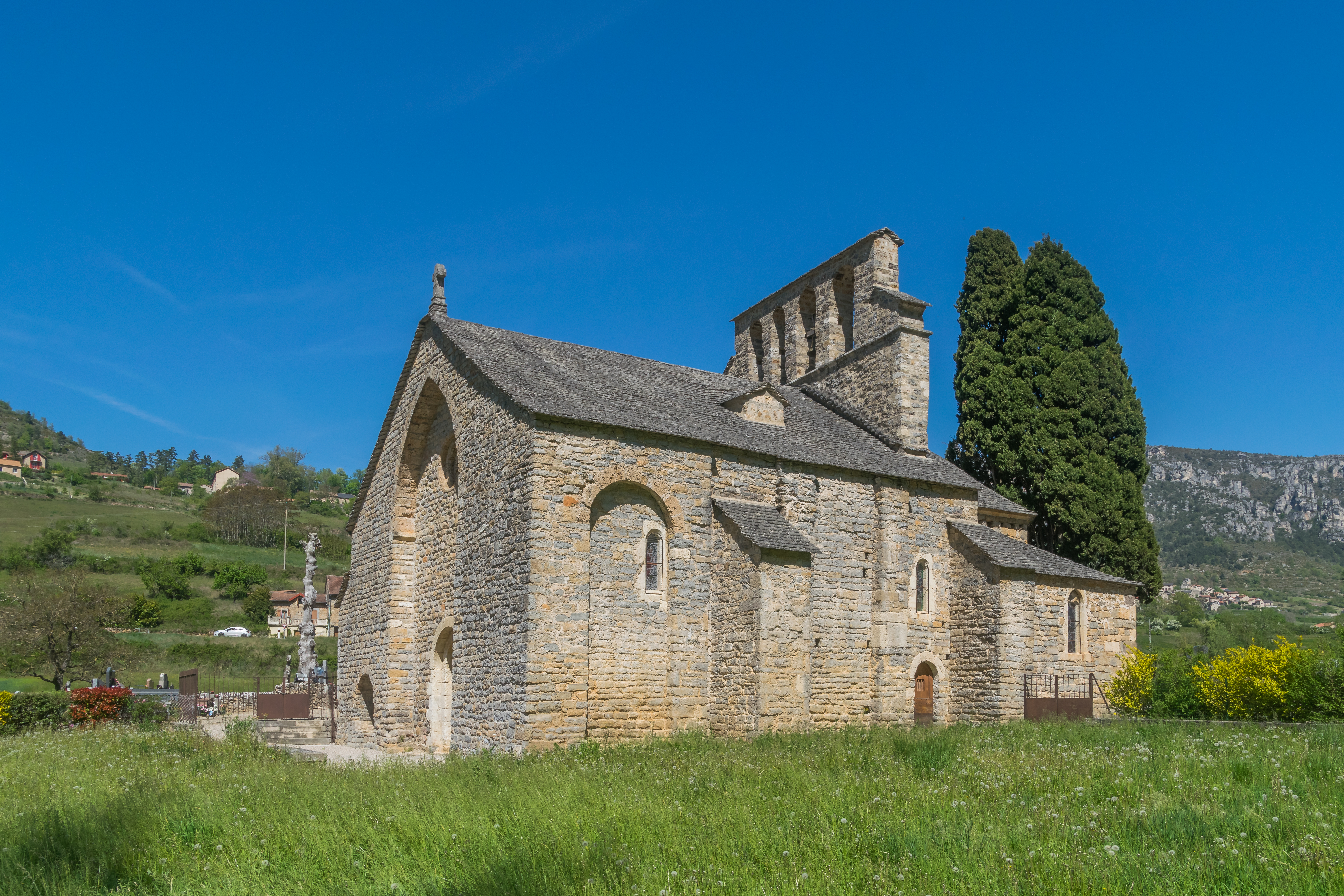
ノートル・ダム・デ・シャン教会
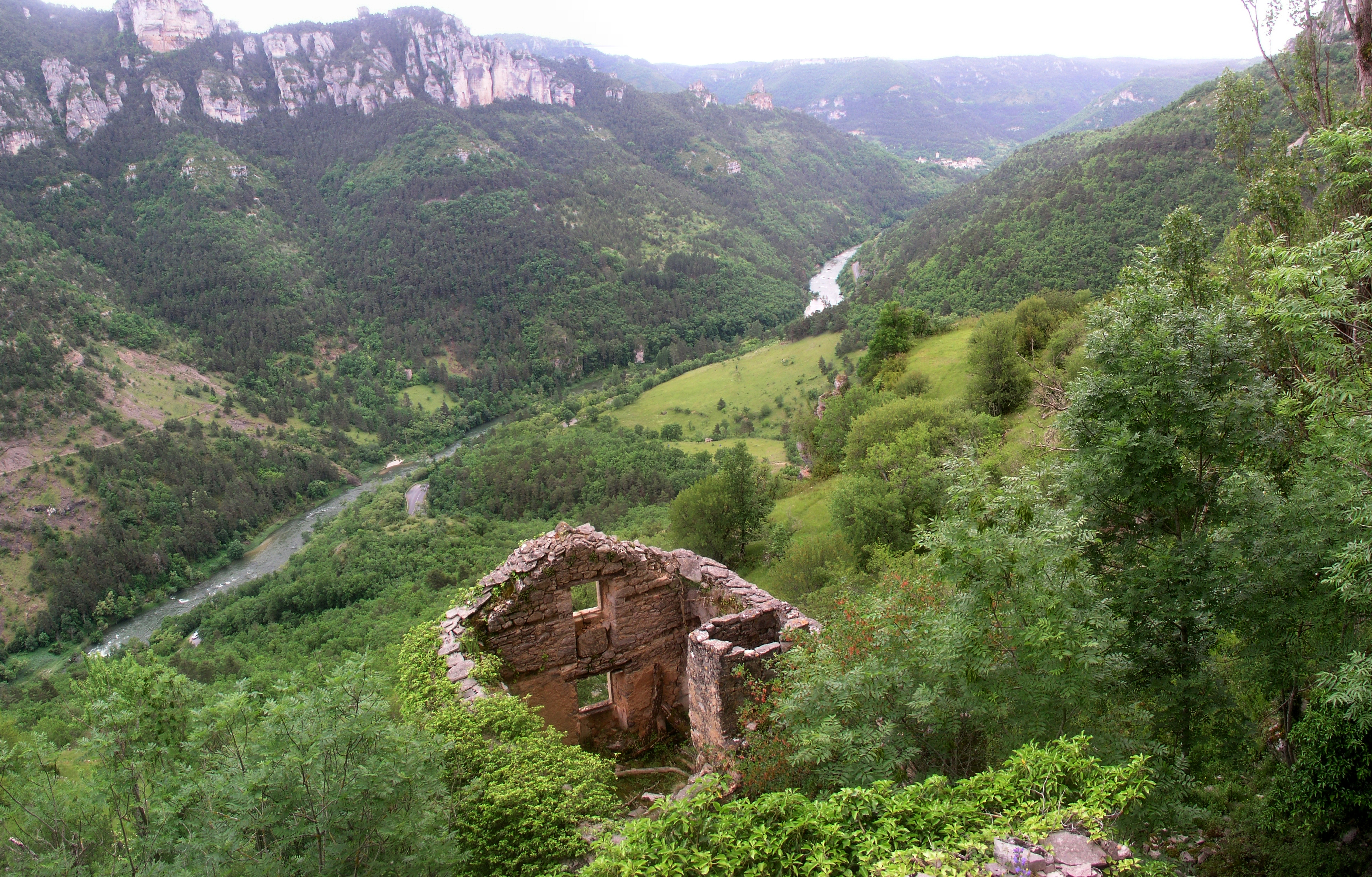
エグラジーヌ集落からタルヌ川渓谷を見下ろす
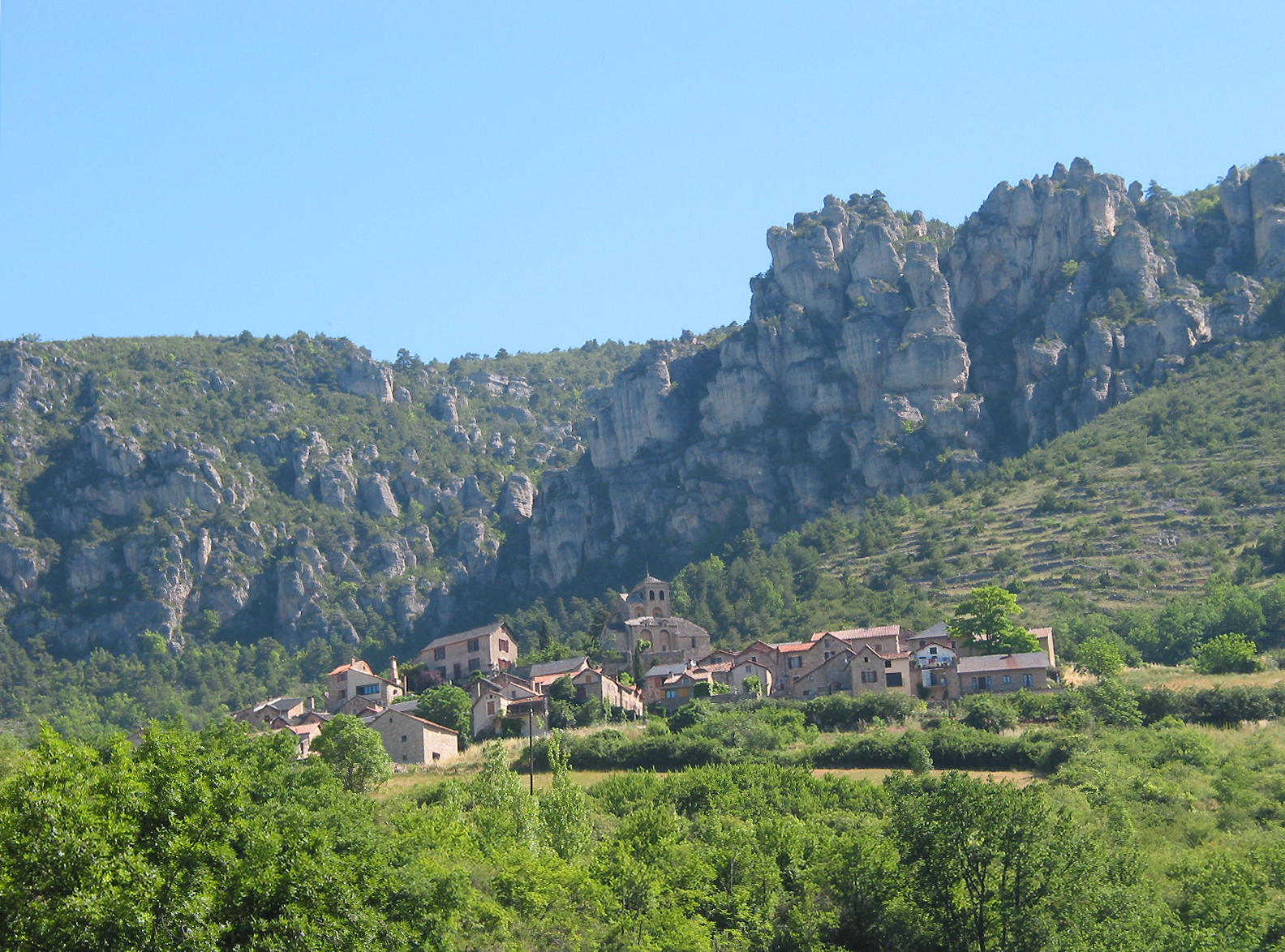
リオクー集落
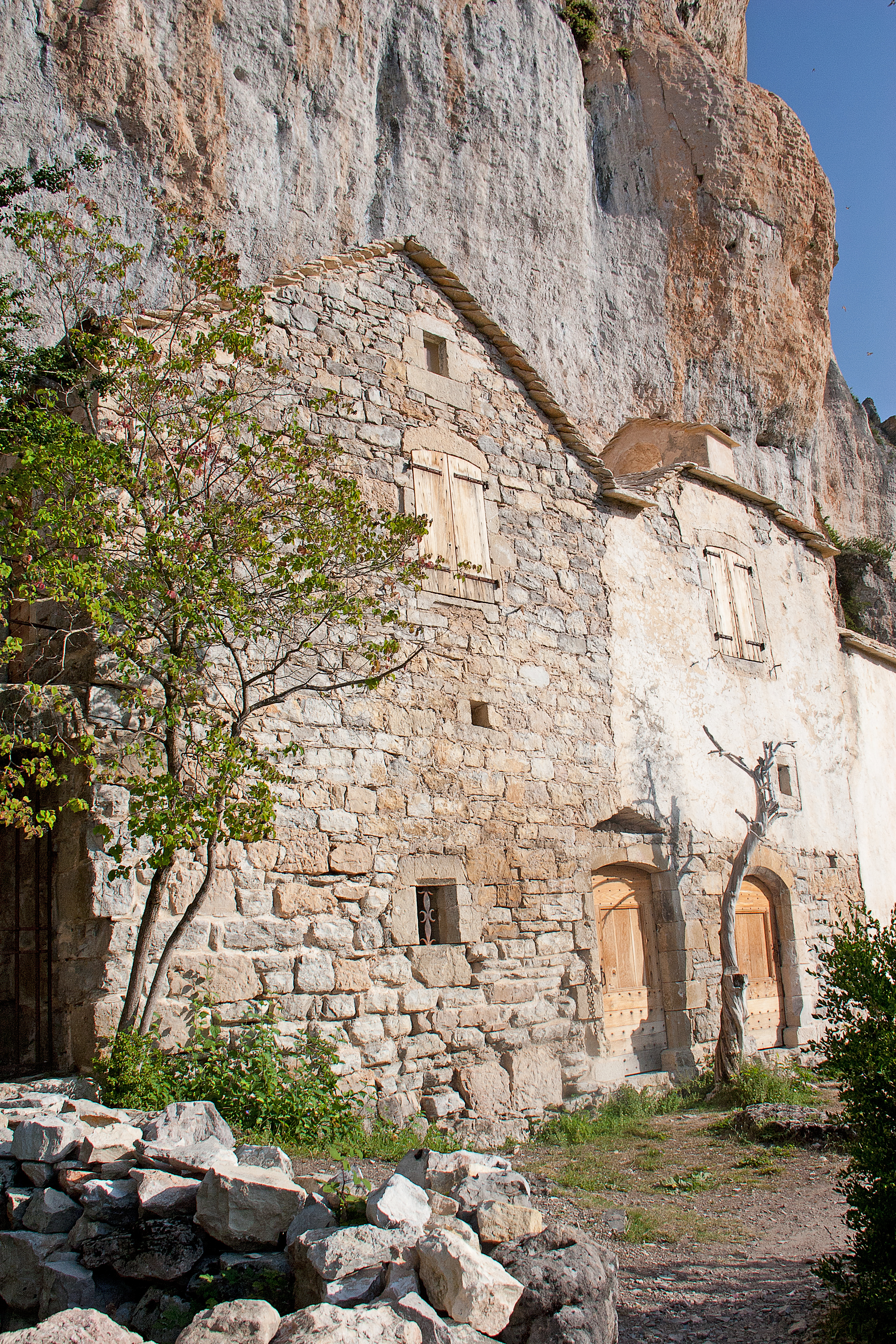
サン・マルスラン集落

## 出身者
- フランソワ＝グザヴィエ・ボードゥネ（1859年-1915年） - モステュエジュル生まれ[8]。カトリック宣教師となり、朝鮮半島で宣教活動を行った。全州市にある殿洞聖堂の創建者。